# Djom
Djom est un village de la Région du Littoral du Cameroun, situé dans la commune de Ndom. Situé à 15 km de Ndom, Djom est localisé sur la route qui lie Ngambe à Ndikiniméki.

## Population et développement
En 1967, la population de Djom était de 57 habitants, essentiellement des Babimbi du peuple Bassa. La population de Djom était de 34 habitants dont 15 hommes et 19 femmes, lors du recensement de 2005. 